# خوزه ریکاردو دوس سانتوس اولیویرا
خوزه ریکاردو دوس سانتوس اولیویرا (به پرتغالی: José Ricardo dos Santos Oliveira) مهاجم اهل برزیل است که در شهر ژواو پسوا، پارائیبا و در تاریخ ۱۹ مهٔ ۱۹۸۴ به دنیا آمده‌است.
خوزه ریکاردو دوس سانتوس اولیویرا در تیم‌های فوتبال سانتاکروز، کاشیوا ریسول، پالمیراس، Grêmio، باشگاه فوتبال ججو یونایتد، Figueirense، Botafogo، Botafogo-SP، Mogi Mirim، سانتاکروز، Paulista، São Caetano، Guaratinguetá سابقهٔ حضور دارد.